# Мухаммед ібн Салман
Мухаммед ібн Салман ас-Сауд (араб. محمد بن سلمان آل سعود / 31 серпня 1985, Джидда) — спадковий принц Саудівської Аравії, син короля Салмана, прем'єр-міністр. Міністр оборони (наймолодший міністр оборони у світі) (2015—2022), голова правління благодійного фонду Мухаммеда ібн Салмана (MiSK), голова королівського суду, голова ради з економічних питань та розвитку країни.

## Біографія
Мухаммед ібн Салман народився в 1985 році в Джидді. Він син короля Салмана і його третьої дружини Фахд бінт Фалах ібн Султан Аль Хітлаян. Його рідний брат — Туркі ібн Салман, голова саудівської групи з досліджень і маркетингу Saudi Research and Marketing Group (SRMG).. Принц отримав ступінь бакалавра з права в університеті короля Сауда.
По завершенні коледжу принц провів декілька років у приватному секторі, після чого став особистим помічником свого батька. До цього він вже обійняв посаду в комісії експертів саудівського кабінету.
Одружений з принцесою Сарою бінт Машхур ібн Абдальазіз ас-Сауд і має від неї п'ятьох дітей: принца Сальмана, принца Машхур, принца Абдул-Азіза, принцесу Фахд і принцесу Нуру.

## Діяльність
15 грудня 2009 року принц розпочав політичну діяльність, обійнявши посаду спеціального радника свого батька. Потім він обійняв посаду губернатора провінції Ер-Ріяд. Він став також генеральним секретарем конкурсної ради Ер-Ріяда, спеціального радника управління з досліджень і архівів фонду короля Абдул-Азіза і членом ради повірених товариства Альбір в регіоні Ріяд.
Принц Мухаммад заснував фонд принца Мухаммада ібн Салмана (MISK) метою якого є допомога молоді що потребує та став його головою.
У 2011 році після смерті наслідного принца Наїфа посаду заступника наслідного принца і міністра оборони в листопаді 2011 обійняв принц Салман. Він призначив принца Мухаммеда своїм особистим радником.
По смерті Наїфа принц Салман пересунувся через дві позиції в ієрархічному списку і незабаром вирішив надати суду новий вигляд, призначивши принца Мухаммеда начальником офісу наслідного принца. 2 березня 2013 року голова суду наслідного принца Сауд ібн Наїф був призначений губернатором Східної провінції і принц Мухаммед обійняв його посаду, отримавши ранг міністра. 25 квітня принц був призначений на посаду державного міністра. Автор амбіційних реформ Vision 2030, результатом яких має стати диференціація економіки, та припинення залежності фінансових надходжень до бюджету від експорту нафти.

## Міністр оборони
23 січня 2015 року помер король Абдалла, трон посів принц Салман. Після цього принц Мухаммед був призначений на посаду міністра оборони і в той же день на посаду генерального секретаря королівського суду. Крім цього він зберіг за собою посаду державного міністра.
29 січня 2015 принц Мухаммед був призначений на посаду голови ради з економічних питань та розвитку заснованого в цей же день і що прийшла на зміну скасованої верховної економічної ради.
Головною подією під час його перебування на посаді міністра оборони стала операція «Буря рішучості» проти повстанців-хуситів в Ємені.
У квітні 2015 король Салман призначив свого небожа принца Мухаммеда ібн Наїфа наслідним принцом, а свого сина принца Мухаммеда ібн Салмана заступником наслідного принца. Ці зміни показують, що перший раз після 1953 року влада в королівстві переходить до представників нового покоління.

## Голова Антикорупційного комітету
4 листопада 2017 року призначений головою спеціально створеного Антикорупційного комітету, і в той же день була проведена серія арештів одинадцяти принців (в тому числі одного з найбагатших людей світу Аль-Валіда ібн Талала) і декількох колишніх міністрів.

## Нагороди
- Орден князя Ярослава Мудрого I ст. (Україна, 28 грудня 2023) — за вагомий особистий внесок у зміцнення міждержавного співробітництва, підтримку державного суверенітету та територіальної цілісності України, популяризацію Української держави у світі[9]

## Критика
24 вересня 2015 року понад 2000 прочан під час хаджу загинули внаслідок тисняви в Мецці Джерела стверджують, що це було пов'язано зі спробами особистого конвою Мухаммеда ібн Салмана пройти через натовп, а також перекрити декілька шляхів у цьому районі
На початку 2016 року принц Мухаммад ібн Салман збільшив напруженість з Іраном, затвердивши страту популярного священника-шиїта шейха Німра аль-Німра. Шиїтське населення Ірану відповіло на це підпалом посольства Саудівської Аравії в Тегерані. З цього часу обидві країни припинили дипломатичні зв'язки. Ця страта призвела до знищення 46 осіб, головним чином сунітських шахідів або дисидентів.

## Вбивство Джамаля Хашоггі
Мухаммад ібн Салман, на думку багатьох, зокрема ЦРУ США, є замовником вбивства саудівського опозиційного журналіста Джамаля Хашоггі у Стамбулі 2 жовтня 2018 року. Дана подія викликала великий міжнародний резонанс і значно погіршила репутацію як самого Мухаммада ібн Салмана так і Саудівської Аравії загалом.